# Walter Viaro
Walter Viaro (9 gennaio 1915 – Marostica, 14 luglio 2008) è stato un imprenditore italiano, cofondatore nel 1945, insieme a Francesco Gusi, della Vimar, azienda che nel tempo è diventata uno dei leader mondiali nel settore degli impianti elettrici e della domotica e alla quale lega il proprio cognome.

## Biografia
Il successo arriva nel marzo 1968 con il brevetto "Sicury Vimar", un otturatore di protezione che evita la scossa impedendo il contatto con gli elementi interni della presa di corrente. L'invenzione è accompagnata da un'iniziativa fuori dal comune: il brevetto viene donato al mercato. È il primo di oltre 200 brevetti.

## Vita privata
Era sposato con Teresa Campana, scomparsa nel marzo 2017 a 91 anni. Tre i figli: Gualtiero, Margherita e Maria Pia.